# Хидаши, Юдит
Юдит Хидаши (часто транскрибируется как Гидаши, венг. Hidasi Judit, родилась 11 июля 1948, Будапешт) — венгерская лингвистка, ученая-японистка, профессор лингвистики.

## Биография
Юдит Хидаши родилась в Будапеште. В 1971 году oкончила Будапештский Университет имени Лоранда Этвёша, где изучала английскую и русскую филологию.
В 1986 году она получила степень кандидата языкознания.
Она преподавала теорию коммуникации, межличностное общение, межкультурную коммуникацию, невербальное общение, исследования в области коммуникации и коммуникационные стратегии на английском языке, а также лекции по межкультурному общению в Университете Васэда, а также сравнительную лингвистику и методику преподавания японского языка в Женском университете Шираюри на японском языке.
С 2012 года она читает лекции в качестве приглашенного профессора Университета Ла Сапиентиа, в Клуж-Напоке, в Румынии, а также в Университете Дзёсаи, Токио, в Японии с 2015 года.
Её основной сферой исследования взаимосвязь между языком и культурой. Её основные исследовательские интересы связаны с научной экспертизой, исследованиями и обучением иностранному языку, изучением и использованием в прикладной лингвистике, характеристиками технической терминологии, главным образом экономической терминологии, японского языка и культуры, а также научной экспертизой для теории коммуникации и связанной с ней межкультурной коммуникации.
Её рабочие документы были опубликованы в национальных и международных престижных научных, научно-исследовательских журналах, и 178 научных статей и книг были опубликованы.
Она является известной и уважаемой ученой как в Венгрии, так и во всем мире. Она представляет свои выступления на нескольких конференциях и на разных научных форумах, и она разработала важные исследования и профессиональные отношения.
Её научная и профессиональная деятельность связана с написанием большого количества книг, активным участием в редактировании многочисленных публикацией, и она обогатила лингвистическую литературу несколькими монографиями. Она также работает надзирателем в многочисленных докторантурах в венгерских и международных университетах, и она принимает важное участие оппоненткой в докторантуре и рецензенткой в оценочных комитетах в Венгерской академии наук.

## Награды
- Почётная гражданинка (Citoyenette d`Honneur Sociale Pro Pace et Unitate Senatorie Meritu Honoris Causa) от Совета Европы (1994)
- Награда Агостона Трефорта Министром образования Венгрии (2000)
- Орден Восходящего солнца, 3 степень — знак ордена на шейной ленте (2005)